# RHYTHM AND POLICE ORIGINAL SOUND TRACK II SOUND FILE
『RHYTHM AND POLICE ORIGINAL SOUND TRACK II SOUND FILE』（リズム アンド ポリス オリジナル サウンド トラック ツー サウンド ファイル）は、1997年1月から放送されたテレビドラマ『踊る大捜査線』の、サウンドトラック第2作である。

## 収録曲
1. Love Somebody[Orgel Version]
  - 作曲:GARDEN、編曲:松本晃彦
2. Rhythm And Police on TV
  - 作曲:松本晃彦、編曲:松本晃彦
3. C.X.[Orchestra Version]
  - 作曲:松本晃彦、編曲:松本晃彦
4. Love Somebody[Orchestra Version]
  - 作曲:GARDEN、編曲:松本晃彦
5. 取調室 
  - 作曲:松本晃彦、編曲:松本晃彦
6. 危機一髪
  - 作曲:松本晃彦、編曲:松本晃彦
7. MUROI
  - 作曲:松本晃彦、編曲:松本晃彦
8. 事件
  - 作曲:松本晃彦、編曲:松本晃彦
9. C.X.[Piano Version]
  - 作曲:松本晃彦、編曲:松本晃彦
10. Love Somebody[Jesus Version]
  - 作曲:GARDEN、編曲:松本晃彦
11. C.X.[Woodwind Version]
  - 作曲:松本晃彦、編曲:松本晃彦
12. PINK SAPPHIRE
  - 作曲:松本晃彦、編曲:松本晃彦
13. DUE
  - 作曲:松本晃彦、編曲:松本晃彦
14. 予兆
  - 作曲:松本晃彦、編曲:松本晃彦
15. WORK
  - 作曲:松本晃彦、編曲:松本晃彦
16. Love Somebody[Piano VersionⅡ]
  - 作曲:GARDEN、編曲:松本晃彦